# Kristin Chenoweth
Kristin Dawn Chenoweth, född Kristi Dawn Chenoweth 24 juli 1968 i Broken Arrow, Oklahoma, är en amerikansk skådespelare, musikalartist och sångerska. 

## Karriär
En av hennes mest kända roller är som Galinda (Glinda the Good) i musikalen Wicked, där hon spelade mot bland andra Idina Menzel. Hon har också haft rollen som Annabeth Schott i TV-serien Vita huset och vunnit en Emmy för rollen som Olive Snook i TV-serien Pushing Daisies. Hon har även medverkat som gäst i den hyllade TV-serien Glee.

## Filmografi (ej komplett)
| År   | Roll                | Produktion                         | Noter                               |
| ---- | ------------------- | ---------------------------------- | ----------------------------------- |
| 1999 | Kristin             | LateLine                           | TV-serie Avsnitt The Christian Guy  |
| 1999 | Lily St. Regis      | Annie                              | TV-film                             |
| 2001 | Portia Sanders      | Frasier                            | TV-serie Avsnitt Junior Agent       |
| 2001 | Kristin Yancey      | Kristin                            | TV-serie                            |
| 2004 | Annabeth Schott     | Vita huset                         | TV-serie                            |
| 2005 | Maria Kelly         | En förtrollad romans               |                                     |
| 2006 | Fern Stewart        | Det är nåt som inte stämmer        |                                     |
| 2006 | Mary Jo Gornicke    | Familj på väg                      |                                     |
| 2006 | Cherie              | Rosa Pantern                       |                                     |
| 2006 | Tia Hall            | En lysande jul                     |                                     |
| 2007 | Diane               | Ugly Betty                         | TV-serie Avsnitt East Side Story    |
| 2007 | Olive Snook         | Pushing Daisies                    | TV-serie                            |
| 2008 | Courtney            | Borta bäst, hemma värst            |                                     |
| 2008 | Kilowatt            | Space Chimps                       | Röst                                |
| 2009 | April Rhodes        | Glee                               | TV-serie                            |
| 2010 | Georgia             | You Again                          |                                     |
| 2012 | Courtney            | Hot in Cleveland                   | TV-serie Avsnitt The Gateway Friend |
| 2012 | Carlene Cockburn    | Good Christian Bitches             | TV-serie                            |
| 2014 | Gabi                | Rio 2 – Prövar vingarna i Amazonas | Röst                                |
| 2015 | Devin               | American Dad!                      | TV-serie, röst Avsnitt LGBSteve     |
| 2015 | Maleficent          | Descendants                        | TV-film                             |
| 2015 | Fifi                | Snobben: The Peanuts Movie         | Röst                                |
| 2015 | Kristin Chenoweth   | Mupparna                           | TV-serie Avsnitt The Ex-Factor      |
| 2016 | Velma Von Tussle    | Hairspray Live!                    | TV-film                             |
| 2017 | Easter              | Amerikanska gudar                  | TV-serie Avsnitt Come to Jesus      |
| 2018 | Lavinia Peck-Foster | Trial & Error                      | TV-serie                            |

## Teater

### Roller (ej komplett)
| År   | Roll                                    | Produktion                                                             | Regi             | Teater                                             |
| ---- | --------------------------------------- | ---------------------------------------------------------------------- | ---------------- | -------------------------------------------------- |
| 1994 | Kristy, den nya flickan                 | Box Office of the Damned Michael James Ogborn                          | Barry McNabb     | East 13th Street/CSC Theatre, New York             |
| 1995 | Luisa                                   | The Fantasticks Tom Jones och Harvey Schmidt                           | Word Baker       | Sullivan Street Playhouse, New York                |
| 1997 | Hyacinth                                | Scapin Molière                                                         | Bill Irwin       | Laura Pels Theatre, New York                       |
| 1997 | Precious McGuire Par nr 4 Par nr 25     | Steel Pier David Thompson, John Kander och Fred Ebb                    | Scott Ellis      | Richard Rodgers Theatre, New York                  |
| 1998 | Nancy D. Servitrisen                    | A New Brain James Lapine och William Finn                              | Graciela Daniele | Mitzi E. Newhouse Theater, New York                |
| 1998 | Anne Draper                             | Strike up the Band George Gershwin, Ira Gershwin och George S. Kaufman | John Rando       | New York City Center Encores!                      |
| 1999 | Sally                                   | You're a Good Man, Charlie Brown Clark Gesner                          | Michael Mayer    | Ambassador Theatre, New York                       |
| 1999 | Louise Goldman                          | Epic Proportions Larry Coen och David Crane                            | Jerry Zaks       | Helen Hayes Theatre, New York                      |
| 2000 | Daisy Gamble/Melinda                    | On a Clear Day You Can See Forever Alan Jay Lerner och Burton Lane     | Mark Brokaw      | New York City Center Encores!                      |
| 2003 | Galinda/Glinda den Goda                 | Wicked Winnie Holzman och Stephen Schwartz                             | Joe Mantello     | Gershwin Theatre, New York                         |
| 2005 | Eva Prinsessan Barbára Ella Passionella | The Apple Tree Jerry Bock och Sheldon Harnick                          | Gary Griffin     | New York City Center Encores!/ Studio 54, New York |
| 2007 | Den kvinnliga stjärnan                  | Stairway to Paradise                                                   | Jerry Zaks       | New York City Center Encores!                      |
| 2009 |                                         | Love, Loss, and What I Wore Delia Ephron och Nora Ephron               | Karen Carpenter  | Westside Theatre/ Downstairs, New York             |
| 2009 | Frieda Hatzfeld                         | Music in the Air Jerome Kern och Oscar Hammerstein                     | Gary Griffin     | New York City Center Encores!                      |
| 2010 | Fran Kubelik                            | Promises, Promises Neil Simon, Burt Bacharach och Hal David            | Rob Ashford      | Broadway Theatre, New York                         |
| 2015 | Lily Garland/Mildred Plotka             | On the Twentieth Century Betty Comden, Adolph Green och Cy Coleman     | Scott Ellis      | American Airlines Theatre, New York                |

## Diskografi (urval)
Studioalbum
- 2001 – Let Yourself Go
- 2005 – As I Am
- 2008 – A Lovely Way to Spend Christmas
- 2011 – Some Lessons Learned
- 2014 – Coming Home
- 2016 – The Art of Elegance